# Ludwig I xứ Baden
Ludwig I (9 tháng 2 năm 1763 – 30 tháng 3 năm 1830) trở thành Đại công tước Baden vào ngày 8 tháng 12 năm 1818, sau cái chết của người cháu là Đại công tước Karl Ludwig Friedrich không có con. Bản thân ông cũng không có con trai nên cuối cùng ngai vàng đã được nhường lại cho người em cùng cha khác mẹ là Leopold, một sản phẩm của quý tiện kết hôn vì mẹ của Leopold là người có tước vị không ngang hàng.
Ông đã đảm bảo sự hoạt động liên tục của Đại học Freiburg vào năm 1820, sau đó trường đại học này được gọi là Đại học Albert-Ludwig. Ông cũng thành lập trường Bách khoa Hochschule Karlsruhe vào năm 1825. Hochschule là trường kỹ thuật lâu đời nhất ở Đức.
Cái chết của Ludwig vào năm 1830 dẫn đến nhiều tin đồn. Cái chết của ông cũng đồng nghĩa với sự tuyệt tự của dòng họ Baden. Quyền kế vị sau đó thuộc về những đứa con của cuộc hôn nhân thứ hai quý tiện kết hôn của Đại công tước Karl Friedrich xứ Baden và Louise Karoline Geyer von Geyersberg, người được phong làm Nữ bá tước xứ Hochberg trong giới quý tộc Áo theo thỉnh cầu cá nhân của Karl Friedrich.
Sau cái chết của Ludwig, có nhiều cuộc thảo luận về một người đàn ông mười bảy tuổi bí ẩn tên là Kaspar Hauser, người dường như không biết từ đâu xuất hiện vào năm 1828. Mười bảy năm trước, con trai đầu lòng của Đại công tước tương lai Karl và người vợ Pháp là Stéphanie de Beauharnais chết trong hoàn cảnh sau này được miêu tả là bí ẩn. Vào thời điểm đó và cho đến ngày nay (năm 2007) vẫn có suy đoán rằng Hauser, người đã chết (có lẽ bị sát hại) vào năm 1833, chính là đứa trẻ đó.
Ludwig có một đứa con gái ngoài giá thú với tình nhân Katharina Werner (được trao tước vị Nữ bá tước xứ Langenstein và Gondelsheim năm 1818), Nữ bá tước Louise von Langenstein und Gondelsheim (1825–1900), người kết hôn năm 1848 với quý tộc Thụy Điển Carl Israel, Bá tước Douglas (1824–1898).